# Pararhenea
Pararhenea är ett släkte av fjärilar. Pararhenea ingår i familjen tandspinnare.
Kladogram enligt Catalogue of Life:
| Pararhenea | \| \| Pararhenea grisescens \| \| \| \| \| \| Pararhenea viridescens \| \| \| \| |
|            | \| \| Pararhenea grisescens \| \| \| \| \| \| Pararhenea viridescens \| \| \| \| |
|            | Pararhenea grisescens                                                            |
|            |                                                                                  |
|            | Pararhenea viridescens                                                           |
|            |                                                                                  |